# 기아 로체
기아 로체(Kia Lotze)는 옵티마의 후속 차종으로, 대한민국에서는 2005년 11월에 출시되었다. 프로젝트명은 MG이고, 현대 쏘나타(NF)의 플랫폼을 활용하여 개발되었다. 미국엔 옵티마, 유럽엔 마젠티스라는 차명으로 수출되었다. 차명인 로체는 세계 5대 산맥 중 하나인 히말라야 산맥 로체산의 발음에서 이름을 따왔다.

## 1세대(MG)

### 로체(2005년11월~2007년4월)

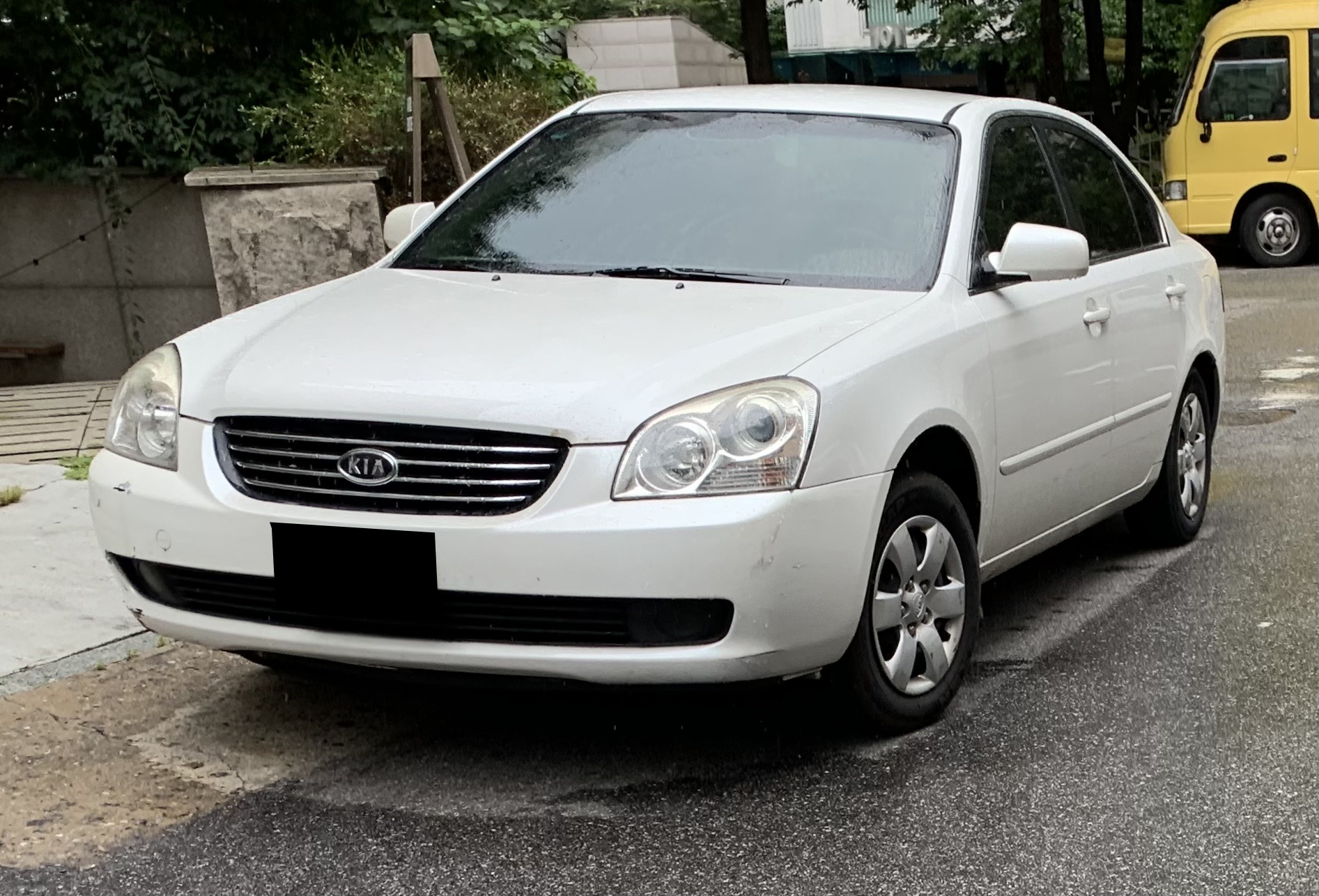
기아 로체 정측면

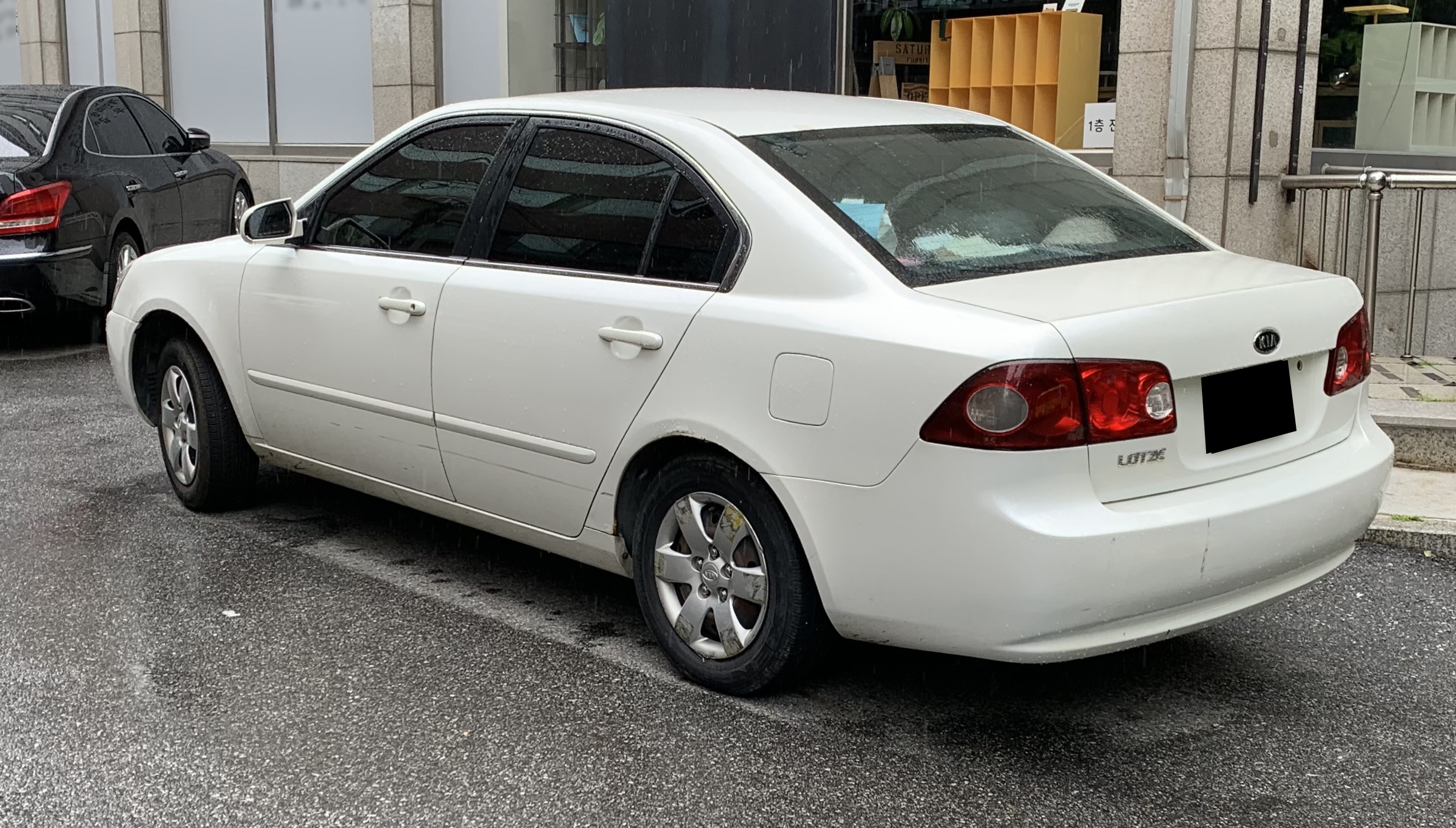
기아 로체 후측면

2005년 11월 10일에 출시되었다. 차체 자세 제어 장치, 전동 조절식 페달, 연료 탱크 누출 진단 시스템, 6매 DVD 체인저, 5단 온도 조절 열선 시트, 모젠 네비게이션, 1열 사이드&커튼 에어백 등의 편의 사양이 대거 적용되었다. 옵티마에서 상실했던 크레도스의 섬세한 핸들링을 구현하였다. 출시 당시에는 1.8L 세타 가솔린 엔진, 2.0L 세타 가솔린 엔진, 2.4L 세타 가솔린 엔진, 2.0L 세타 LPI 엔진이 장착되었다. 출시 초기에 인기를 얻어 월간 판매 중형차 부문에서 현대 쏘나타에 이어 2위를 차지한 적도 있으나, 이후 르노삼성 SM5에게 다시 2위 자리를 내주었다. 출시 직후 김주혁을 주연으로 한 단편영화도 제작되었다. 2006년 5월 4일에는 2.0L D 디젤 엔진이 추가되었다. 같은 해 6월 20일에는 2006년 FIFA 월드컵을 기념해 라디에이터 그릴 윗 부분과 트렁크 가니시에 크롬 몰딩을 덧댔고, 리어 스포일러와 전·후면 범퍼에 에어댐 등 모두 7가지 디자인 개선 용품이 무상으로 장착된 월드 스페셜을 모든 트림에서 선택할 수 있도록 하였다.

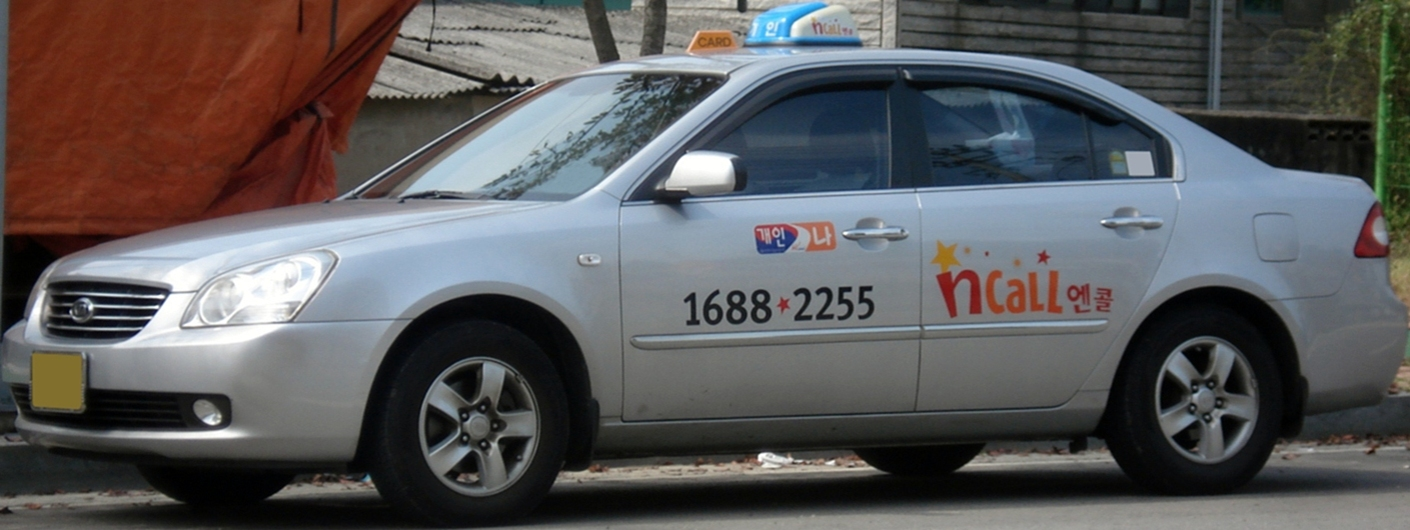
기아 로체 택시 정측면
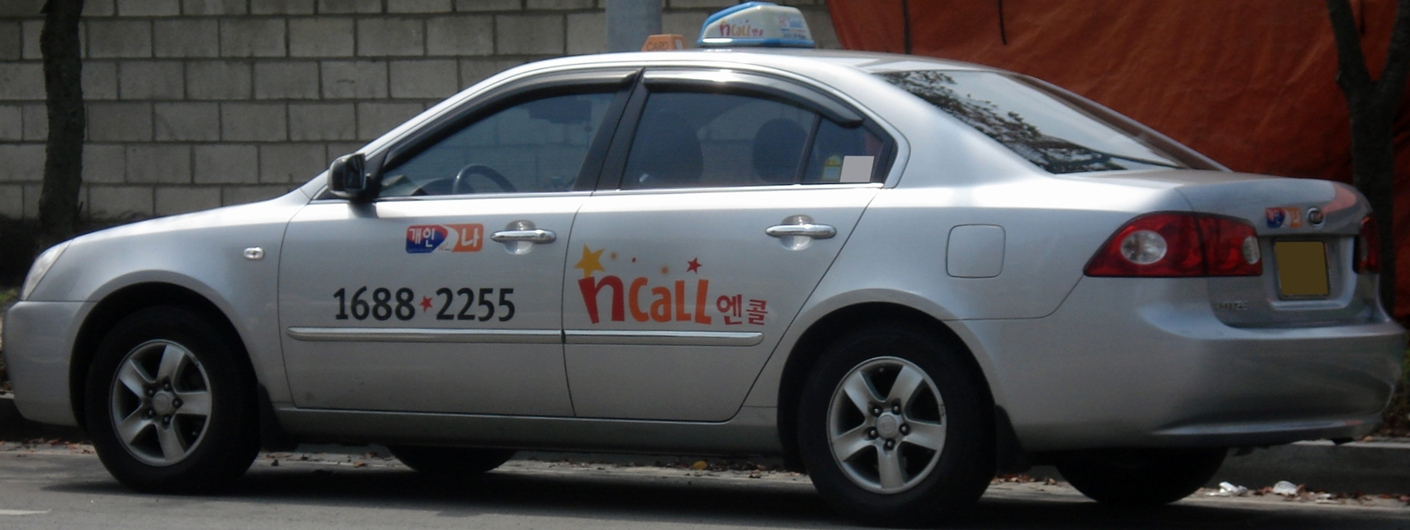
기아 로체 택시 후측면

| 구분                 | 1.8L 세타 가솔린               | 2.0L 세타 가솔린               | 2.4L 세타 가솔린        | 2.0L D 디젤                    | 2.0L 세타 LPI                                                                 |
| -------------------- | ------------------------------ | ------------------------------ | ----------------------- | ------------------------------ | ----------------------------------------------------------------------------- |
| 전장 (mm)            | 4,755                          | 4,755                          | 4,755                   | 4,755                          | 4,755                                                                         |
| 전폭 (mm)            | 1,820                          | 1,820                          | 1,820                   | 1,820                          | 1,820                                                                         |
| 전고 (mm)            | 1,480                          | 1,480                          | 1,480                   | 1,480                          | 1,480                                                                         |
| 축거 (mm)            | 2,720                          | 2,720                          | 2,720                   | 2,720                          | 2,720                                                                         |
| 윤거 (전, mm)        | 1,560                          | 1,560                          | 1,560                   | 1,560                          | 1,560                                                                         |
| 윤거 (후, mm)        | 1,550                          | 1,550                          | 1,550                   | 1,550                          | 1,550                                                                         |
| 승차 정원            | 5명                            | 5명                            | 5명                     | 5명                            | 5명                                                                           |
| 변속기               | 수동 5단 자동 4단              | 수동 5단 자동 4단              | 자동 5단                | 수동 6단 자동 4단              | 수동 5단 자동 4단                                                             |
| 서스펜션 (전/후)     | 맥퍼슨 스트럿/멀티 링크        | 맥퍼슨 스트럿/멀티 링크        | 맥퍼슨 스트럿/멀티 링크 | 맥퍼슨 스트럿/멀티 링크        | 맥퍼슨 스트럿/멀티 링크                                                       |
| 구동 형식            | 전륜 구동                      | 전륜 구동                      | 전륜 구동               | 전륜 구동                      | 전륜 구동                                                                     |
| 엔진 형식            | G4KB                           | G4KA                           | G4KC                    | D4EA                           | L4KA                                                                          |
| 연료                 | 가솔린                         | 가솔린                         | 가솔린                  | 디젤                           | LPG                                                                           |
| 배기량 (cc)          | 1,798                          | 1,998                          | 2,359                   | 1,991                          | 1,998                                                                         |
| 최고 출력 (ps/rpm)   | 133/6,000                      | 144/6,000                      | 166/5,800               | 146/4,000                      | 136/6,000(밸런스 샤프트 모듈 적용시) 140/6,000(밸런스 샤프트 모듈 미적용시)   |
| 최대 토크 (kg*m/rpm) | 17.2/4,250                     | 19.1/4,250                     | 23.0/4,250              | 32.0/2,000                     | 18.9/4,250(밸런스 샤프트 모듈 적용시) 19.0/4,200(밸런스 샤프트 모듈 미적용시) |
| 연비 (km/L)          | 12.3(수동 5단)/ 10.9(자동 4단) | 12.2(수동 5단)/ 10.9(자동 4단) | 11.1(자동 5단)          | 17.3(수동 6단)/ 13.5(자동 4단) | 10.5(수동 5단)/ 8.8(자동 4단)                                                 |

### 로체 어드밴스(2007년4월~2008년6월)

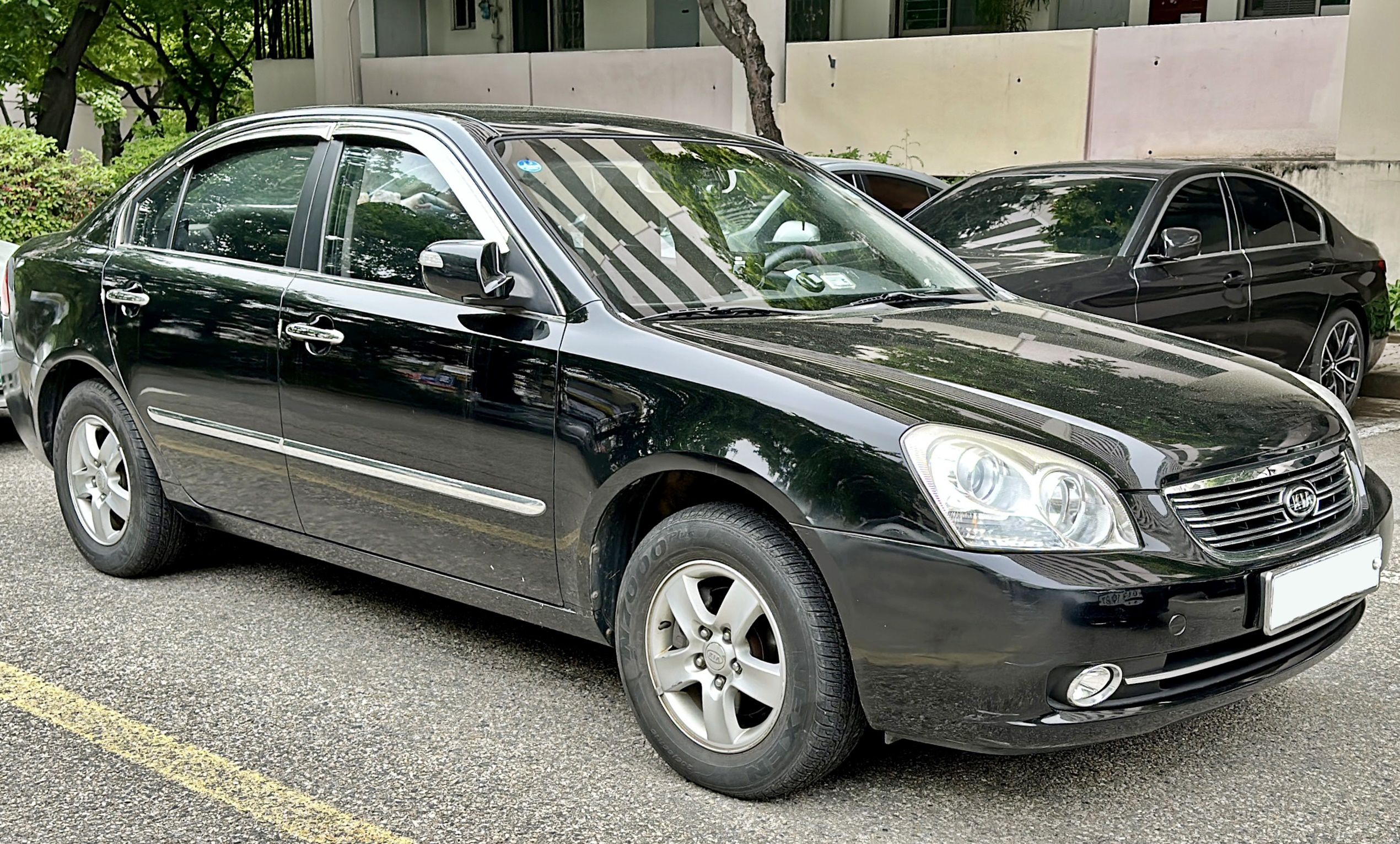
기아 로체 어드밴스 정측면

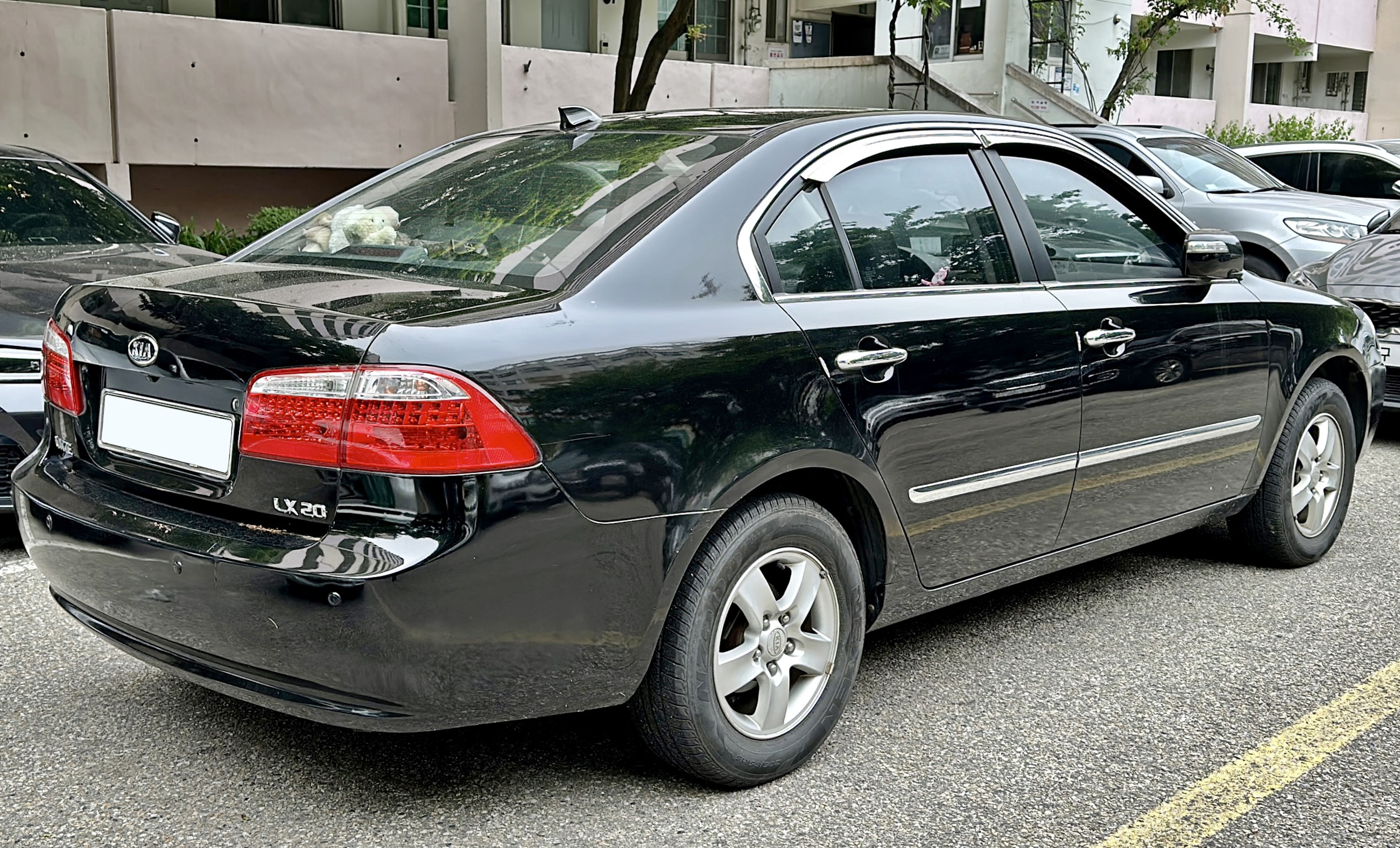
기아 로체 어드밴스 후측면

2007년 4월 23일에 출시되었다. 유럽 판매 사양과 동일한 LED 리어 램프, LED 방향 지시등 내장 아웃 사이드 미러 등이 적용되어 외관의 고급화를 꾀했고, 스마트 키와 멀티미디어 단자인 USB&AUX 등이 적용되어 편의성을 높였다. 성능 개선을 통하여 2.0L 세타 가솔린 엔진의 경우에는 최고 출력이 144마력에서 151마력으로 4.9% 향상되었다. 같은 해 11월 21일부터는 2.0L 세타 Ⅱ 가솔린 엔진과 2.4L 세타 Ⅱ 가솔린 엔진이 신규 적용되어 기존의 2.0L 세타 가솔린 엔진과 2.4L 세타 가솔린 엔진을 각각 대체했다. 아울러 음/양이온 발생기와 살균, 탈취 기능이 추가된 클러스터 이오나이저가 신규 적용되었다.
| 구분                 | 1.8L 세타 가솔린               | 2.0L 세타 가솔린 (이후 2.0 세타 Ⅱ 가솔린으로 변경)                          | 2.4L 세타 가솔린 (이후 2.4 세타 Ⅱ 가솔린으로 변경) | 2.0L D 디젤                    | 2.0L 세타 LPI                                                                 |
| -------------------- | ------------------------------ | --------------------------------------------------------------------------- | -------------------------------------------------- | ------------------------------ | ----------------------------------------------------------------------------- |
| 전장 (mm)            | 4,755                          | 4,755                                                                       | 4,755                                              | 4,755                          | 4,755                                                                         |
| 전폭 (mm)            | 1,820                          | 1,820                                                                       | 1,820                                              | 1,820                          | 1,820                                                                         |
| 전고 (mm)            | 1,480                          | 1,480                                                                       | 1,480                                              | 1,480                          | 1,480                                                                         |
| 축거 (mm)            | 2,720                          | 2,720                                                                       | 2,720                                              | 2,720                          | 2,720                                                                         |
| 윤거 (전, mm)        | 1,560                          | 1,560                                                                       | 1,560                                              | 1,560                          | 1,560                                                                         |
| 윤거 (후, mm)        | 1,550                          | 1,550                                                                       | 1,550                                              | 1,550                          | 1,550                                                                         |
| 승차 정원            | 5명                            | 5명                                                                         | 5명                                                | 5명                            | 5명                                                                           |
| 변속기               | 수동 5단 자동 4단              | 수동 5단 자동 4단                                                           | 자동 5단                                           | 수동 6단 자동 4단              | 수동 5단 자동 4단                                                             |
| 서스펜션 (전/후)     | 맥퍼슨 스트럿/멀티 링크        | 맥퍼슨 스트럿/멀티 링크                                                     | 맥퍼슨 스트럿/멀티 링크                            | 맥퍼슨 스트럿/멀티 링크        | 맥퍼슨 스트럿/멀티 링크                                                       |
| 구동 형식            | 전륜 구동                      | 전륜 구동                                                                   | 전륜 구동                                          | 전륜 구동                      | 전륜 구동                                                                     |
| 엔진 형식            | G4KB                           | G4KA (이후 G4KD로 변경)                                                     | G4KC (이후 G4KE로 변경)                            | D4EA                           | L4KA                                                                          |
| 연료                 | 가솔린                         | 가솔린                                                                      | 가솔린                                             | 디젤                           | LPG                                                                           |
| 배기량 (cc)          | 1,798                          | 1,998                                                                       | 2,359                                              | 1,991                          | 1,998                                                                         |
| 최고 출력 (ps/rpm)   | 138/6,000                      | 151/6,000 (이후 163/6,200으로 변경)                                         | 166/5,800 (이후 179/6,000으로 변경)                | 146/4,000                      | 136/6,000(밸런스 샤프트 모듈 적용시) 140/6,000(밸런스 샤프트 모듈 미적용시)   |
| 최대 토크 (kg*m/rpm) | 17.5/4,250                     | 19.8/4,250 (이후 20.1/4,500으로 변경)                                       | 23.0/4,250 (이후 23.5/4,000으로 변경)              | 32.0/2,000                     | 18.9/4,250(밸런스 샤프트 모듈 적용시) 19.0/4,200(밸런스 샤프트 모듈 미적용시) |
| 연비 (km/L)          | 12.3(수동 5단)/ 10.9(자동 4단) | 12.2(수동 5단)/ 10.9(자동 4단) (이후 12.8(수동 5단)/ 11.5(자동 4단)로 변경) | 11.1(자동 5단) (이후 11.5(자동 5단)로 변경)        | 17.3(수동 6단)/ 13.5(자동 4단) | 10.5(수동 5단)/ 9.1(자동 4단)                                                 |

### 로체 이노베이션(2008년6월~2009년8월)

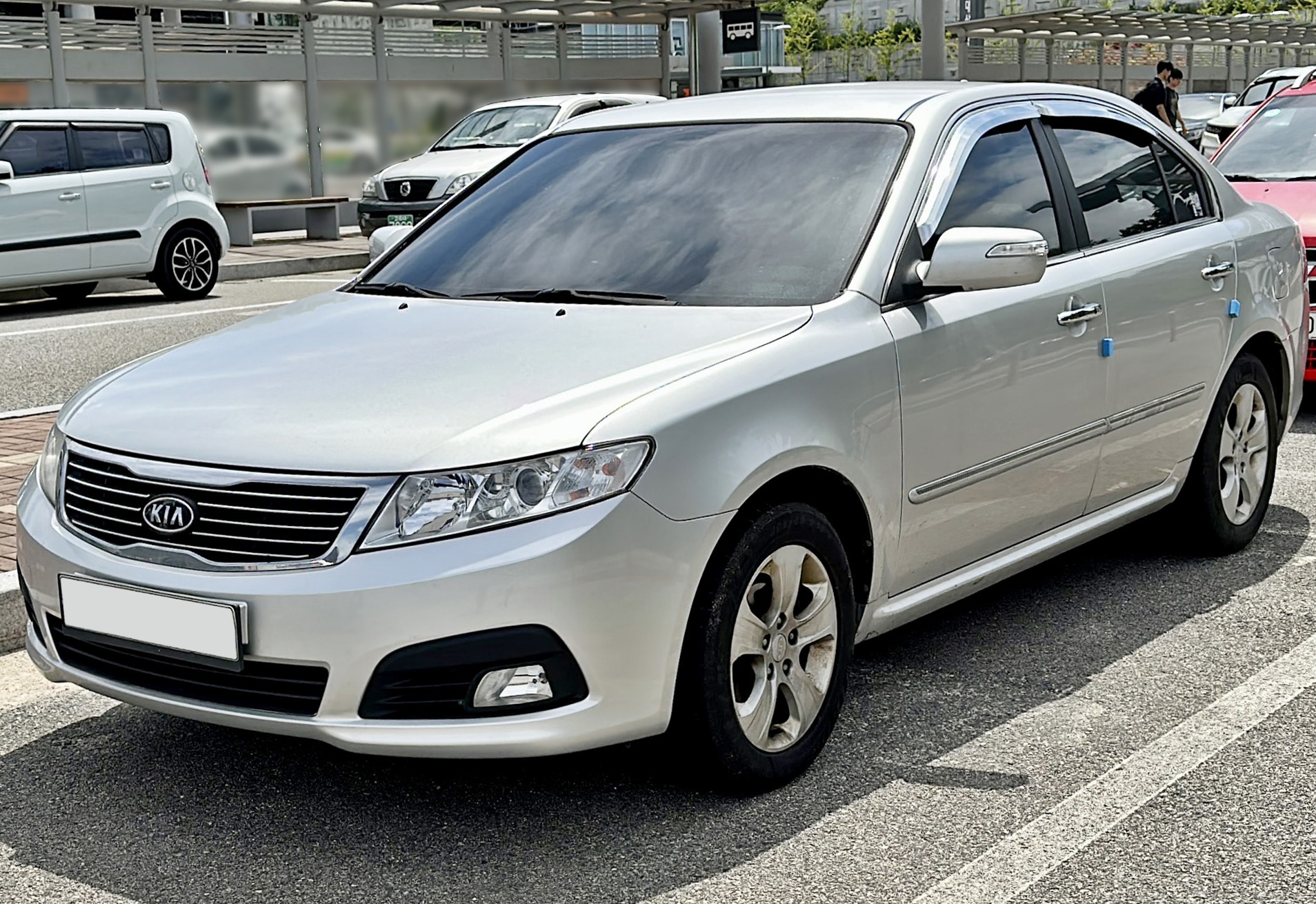
기아 로체 이노베이션 (전기형) 정측면

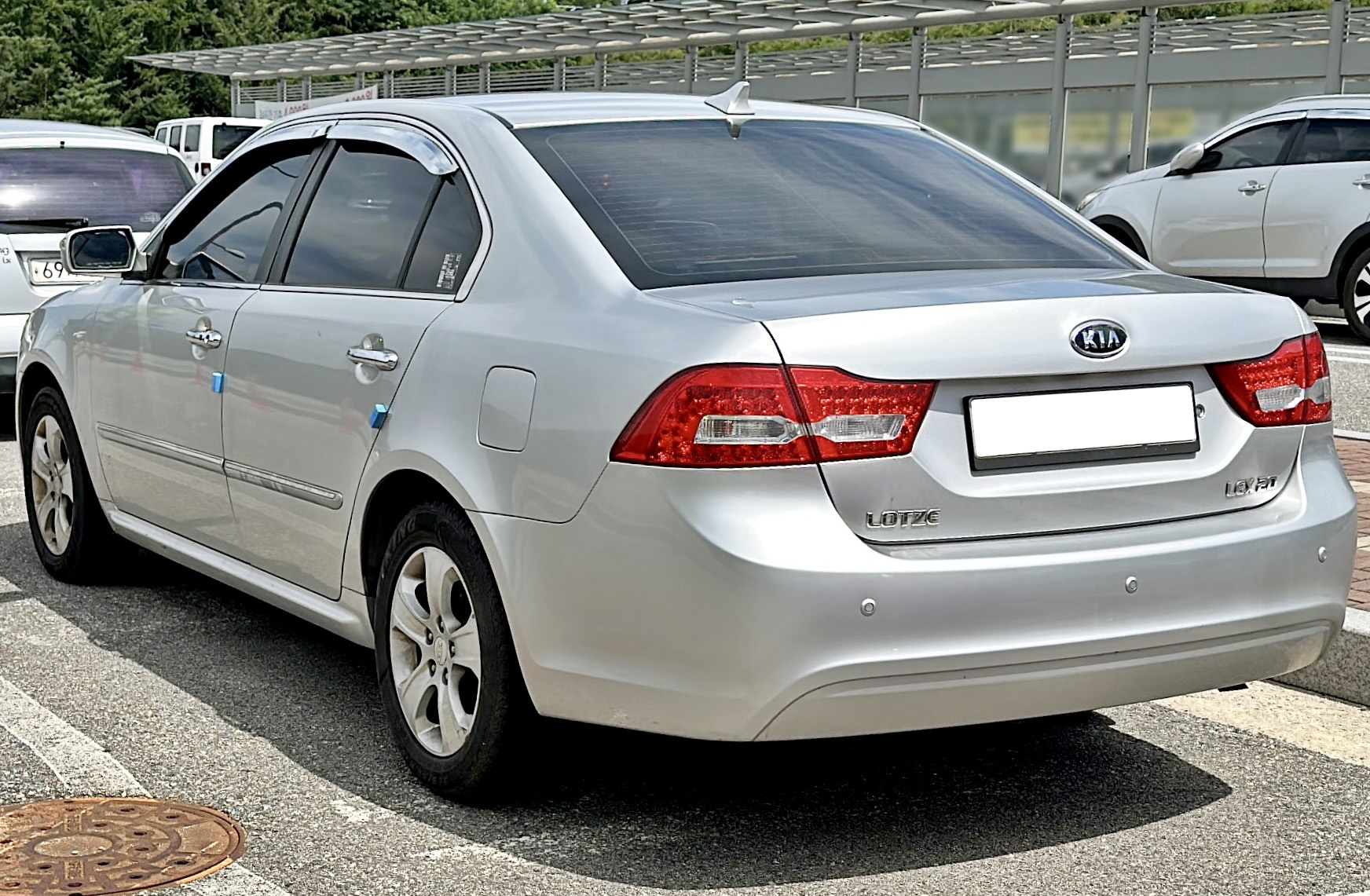
기아 로체 이노베이션 (전기형) 후측면

2008년 6월 12일에 페이스 리프트를 거쳐 이노베이션이라는 서브 네임이 붙었다. 대한민국산 자동차 최초로 패들 시프트를 비롯해 에코 드라이빙 시스템, 블루투스 핸즈프리, 대한민국산 중형차 최초로 버튼 시동 시스템, 자동 요금 징수 시스템이 적용되었다. 판매가 부진한 1.8L 세타 가솔린 엔진과 2.0L VGT 디젤 엔진은 내수 시장인 대한민국에서는 단종되었다. 당시 경쟁 차종들에 비해 짧았던 전장을 늘렸고, 기아자동차의 타이거노즈 그릴이 처음으로 적용되었다.
| 구분                 | 2.0 세타 Ⅱ 가솔린              | 2.4 세타 Ⅱ 가솔린       | 2.0L 세타 LPI                 |
| -------------------- | ------------------------------ | ----------------------- | ----------------------------- |
| 전장 (mm)            | 4,810                          | 4,810                   | 4,810                         |
| 전폭 (mm)            | 1,820                          | 1,820                   | 1,820                         |
| 전고 (mm)            | 1,480                          | 1,480                   | 1,480                         |
| 축거 (mm)            | 2,720                          | 2,720                   | 2,720                         |
| 윤거 (전, mm)        | 1,560                          | 1,560                   | 1,560                         |
| 윤거 (후, mm)        | 1,550                          | 1,550                   | 1,550                         |
| 승차 정원            | 5명                            | 5명                     | 5명                           |
| 변속기               | 수동 5단 자동 4단              | 자동 5단                | 수동 5단 자동 4단             |
| 서스펜션 (전/후)     | 맥퍼슨 스트럿/멀티 링크        | 맥퍼슨 스트럿/멀티 링크 | 맥퍼슨 스트럿/멀티 링크       |
| 구동 형식            | 전륜 구동                      | 전륜 구동               | 전륜 구동                     |
| 엔진 형식            | G4KD                           | G4KE                    | L4KA                          |
| 연료                 | 가솔린                         | 가솔린                  | LPG                           |
| 배기량 (cc)          | 1,998                          | 2,359                   | 1,998                         |
| 최고 출력 (ps/rpm)   | 163/6,200                      | 179/6,000               | 141/6,000                     |
| 최대 토크 (kg*m/rpm) | 20.1/4,500                     | 23.5/4,000              | 19.0/4,250                    |
| 연비 (km/L)          | 12.8(수동 5단)/ 11.5(자동 4단) | 11.5(자동 5단)          | 10.5(수동 5단)/ 9.1(자동 4단) |

### 2010 로체 이노베이션(2009년8월~2010년4월)

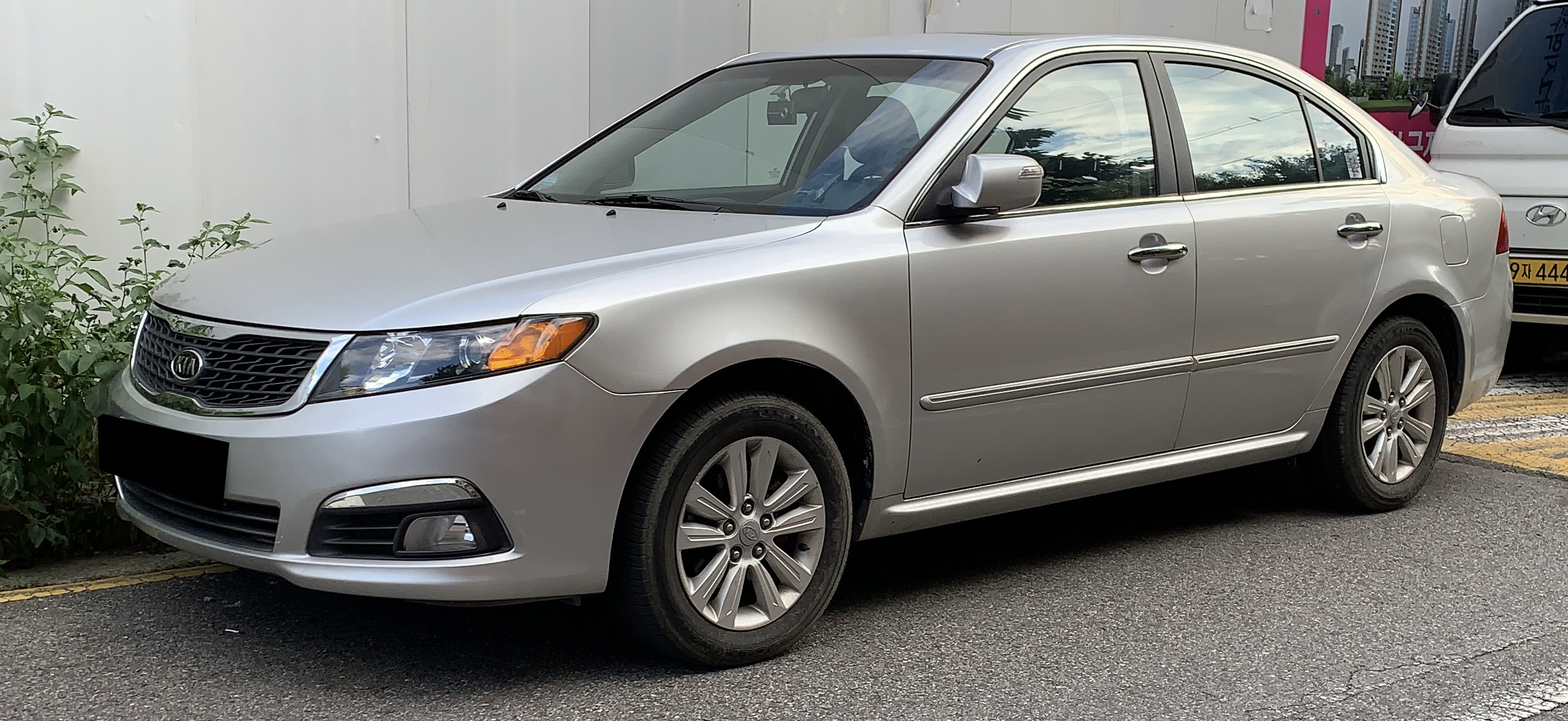
기아 로체 이노베이션 (2010년형) 정측면

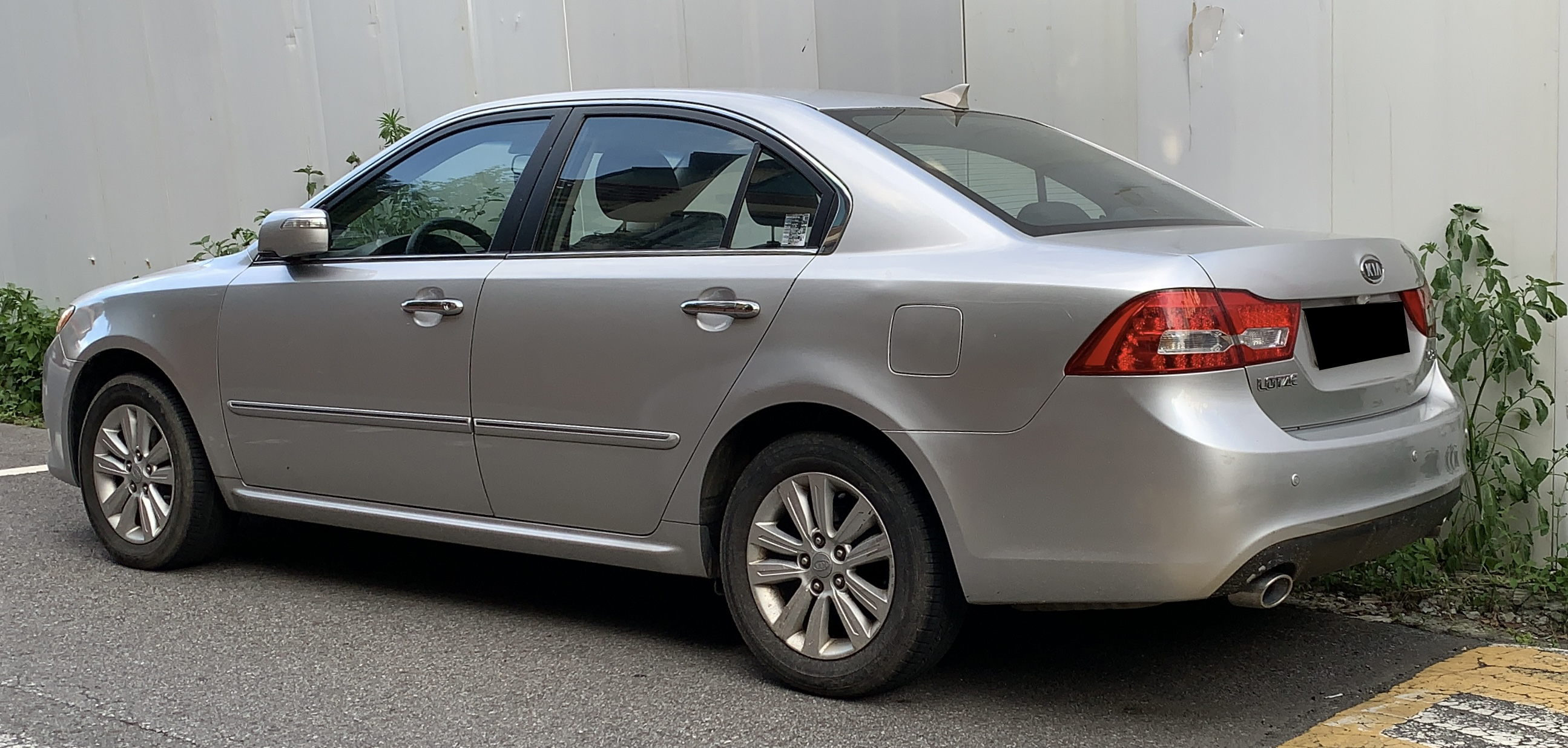
기아 로체 이노베이션 (2010년형) 후측면

2009년 8월 19일에는 새로운 디자인의 16인치&17인치 알루미늄 휠, 블랙 베젤 헤드 램프와 2.0L 세타 Ⅱ 가솔린 엔진 장착 트림에도 듀얼 머플러가 적용된 2010년형이 선보였다. 2010년 4월에 후속 차종인 K5의 출시에 따라 단종되었다.

## 역대 슬로건

### 1세대(MG)
- 신개념 중형 세단 (로체)
- 드라이브는 반응이다 (로체)
- 스타일이 힘이다 (로체 이노베이션)

## 대중매체 속의 로체
- 영화 마음이...에서 두목이 찬이를 잡으려고 도로까지 달려갈 때 가다가 잠시 멈추는 초기형 차량으로 등장하며, 지역번호판을 달고 다닌다.
- 드라마 펜트하우스에서 작중 경찰차로 등장한다.
- 영화 끝까지 간다에서 초기형 모델이 초반부부터 고건수 형사(이선균 분)의 차량으로 등장한다.
- 드라마 아이리스에서 NSS 진사우(정준호 분)이 타고 나오는 차이다.
- 영화 악의 연대기에서 최창식 반장(손현주 분)이 회식을 마치고 귀가하기 위해 타는 택시로 등장한다.